# Once and Forever
Once and Forever è un cortometraggio del regista Karl Lagerfeld con protagonista Kristen Stewart che interpreta il personaggio di Coco Chanel da giovane, mentre l'attrice Géraldine Chaplin interpreta la nota stilista nell'età adulta.